# Ahorrador de combustible
Los dispositivos para el ahorro de combustible o ahorradores de gasolina se venden en el mercado secundario con promesas de que pueden mejorar la economía de combustible y / o reducir las emisiones de escape de un vehículo. Hay numerosos tipos diferentes de dispositivos, muchos de ellos pretenden optimizar la ignición, el flujo de aire, o el flujo de combustible de alguna manera. Un primer ejemplo de este tipo de dispositivo se vende promesas difíciles de justificar es el carburador mpg 200 diseñado por el inventor canadiense Charles Nelson Pogue.
La EPA de los EE. UU. Sobre la base de la Sección 511 del Acta de la información del vehículo de motor y ahorro en costos, requiere probar muchos de estos dispositivos y proporcionar informes públicos sobre su eficacia,, la agencia ha encontrado que la mayoría de los dispositivos no mejoran la economía de combustible en un grado apreciable. Las pruebas realizadas por la revista Mecánica Popular Popular Mechanics también encuentran que este tipo de dispositivos no producen mejoras cuantificables en el consumo de combustible o potencia, y en algunos casos disminuyen la potencia y la economía de combustible.
Otras organizaciones que generalmente se consideran de buena reputación, tales como la Asociación Americana de Automóviles y Consumer Reports han realizado estudios con el mismo resultado.
Una de las razones por la que estos ineficaces aparatos de ahorro de combustible son tan populares es la dificultad de medir con precisión pequeños cambios en la economía de combustible de un vehículo. Esto se debe al alto nivel de variación en el consumo de combustible de un vehículo en condiciones normales de conducción. Debido a la percepción selectiva y el sesgo de confirmación, el comprador de un dispositivo puede percibir una mejora que en realidad no existe. Por esta razón, los organismos reguladores han desarrollado ciclos estandarizados para las pruebas consistentes y precisas del consumo de combustible del vehículo. Cuando la economía de combustible ha mejorado después de la colocación de un dispositivo, por lo general es debido al procedimiento de ajuste que se realiza como parte de la instalación. En sistemas antiguos con sistema de distribuidor de chispa electromecánico, los fabricantes de dispositivos sugieren un avance del ajuste de tiempo más allá de la recomendada por el fabricante del vehículo, que por sí solo este ajuste puede mejorar la economía de combustible mientras aumenta potencialmente las emisiones de algunos productos de la combustión, con el riesgo de provocar un daño al motor.

## Tipos de dispositivos

### Accesorios que modifican la transmisión
Los accesorios que modifican al sistema de transmisión pueden aumentar el ahorro de combustible y el rendimiento en cierta medida. Poleas de submarcha alteran la cantidad de potencia de motor que se puede extraer por dispositivos accesorios. Tales alteraciones a los sistemas de accionamiento para los alternadores o compresores de aire acondicionado (en lugar de la bomba de dirección asistida, por ejemplo) puede ser perjudicial para uso del vehículo, pero no afectar a la seguridad.

### Aditivos de combustible y aceite
Compuestos vendidos para su adición al combustible del vehículo, pueden incluir estaño, magnesio y platino. El propósito declarado de estos es generalmente mejorar la densidad de energía del combustible. Además los aditivos para el aceite del motor, a veces comercializados como "tratamientos de motor", contienen teflón, zinc o compuestos de cloro;. Ninguno de ellos es apropiado o útil cuando se añade al cárter de un motor, y pueden provocar daños al motor, verdaderamente no funcionan. La Comisión Federal de Comercio de los EE. UU. ha perseguido agresivamente a los vendedores de aditivos de aceite que falsamente aseguran que sus productos mejoran la economía de combustible.

### Dispositivos evaporadores
Algunos dispositivos declaran que para mejorar la eficiencia realizan la transformación de combustible líquido convirtiéndolo en vapor. Estos incluyen calentadores de combustible y dispositivos para aumentar o disminuir la turbulencia en el colector de admisión. Estos no funcionan debido a que el principio ya se aplica en el diseño del motor, y porque la dinámica de flujo del tracto de entrada son altamente específicos para cada diseño del motor, no hay ningún dispositivo universal que pueda tener ningún efecto en más de un tipo de motor.

### Dispositivos electrónicos
Algunos dispositivos electrónicos se comercializan como ahorradores de combustible. Fuel Doctor FD La-47, por ejemplo, se conecta al encendedor de cigarrillos del vehículo y muestra varios LEDs. Se declara que puede aumentar el ahorro de combustible del vehículo hasta en un 25% a través de "acondicionamiento de potencia de los sistemas eléctricos del vehículo", pero Consumer Reports no ha detectado ninguna diferencia en la economía o la potencia, en pruebas con diez vehículos distintos, encontrando que el dispositivo no hizo nada más que iluminar. La revista Car and Driver ha encontrado que el producto no contiene nada más que "un simple circuito impreso con luces LED", y al desmontarlo y hacer análisis de circuitos se llega a la misma conclusión. El fabricante enfrentó demandas litigiosas de que el dispositivo no produce efecto alguno, y al realizar los cambios propuestos a los procedimientos de pruebas de Consumer Reports, no hubo ninguna diferencia en los resultados.
Otro dispositivo descrito como "electrónico" es el "Ionizador electrónico para ahorro de combustible". Las pruebas con este dispositivo resultó en una pérdida de potencia y un incendio en el compartimento del motor.
También hay dispositivos realmente útiles que operan al permitir que el motor de un vehículo opere fuera de los parámetros de las emisiones del tubo de escape impuestos por el gobierno. Estos estándares gubernamentales obligan que los motores de fábrica funcionen fuera de su rango de operación más eficiente. Ya sea que las unidades de control del motor sean reprogramadas para operar más eficientemente, o influir en el funcionamiento de los sensores de la ECU para hacer que funcione de manera más eficiente. Simuladores de sensores de oxígeno permiten ahorro de combustible reduciendo los convertidores catalíticos hasta eliminarlos. Tales dispositivos se venden a menudo para uso en caminos fuera de carreteras “off-road” únicamente".